# Yakari (animatieserie uit 2005)
Yakari is een Frans-Belgische animatieserie die gebaseerd is op de gelijknamige stripreeks van de Zwitsers Derib en Job.

## Inhoud
Deze televisieserie gaat over een indiaan genaamd Yakari die met de dieren kan praten. Hij wordt bij zijn avonturen bijgestaan door onder andere zijn paard en zijn totemdier.
Aanvankelijk zijn de afleveringen bewerkingen van de stripalbums, maar na een twintigtal afleveringen zijn het originele scenario's.

## Stemmen
Hieronder volgen de originele Franstalige stemmen.
- Pierre Casanova/Maxime Nivet als Yakari
- Camille Donda/Adeline Chetail als Arc-en-Ciel
- Jackie Berger als Graine de Bison
- Olivier Martret/Yoann Sover als Petit Tonnerre
- Jean Barney als Grand-Aigle, Celui-Qui-Sait
- Stefan Godin als Yakari's vader
- Valérie Siclay als Yakari's moeder
- Jean-Jacques Nervest als het opperhoofd
- Jean-Claude Donda als Roc Tranquille

## Afleveringen
Er verschenen 104 afleveringen verspreid over drie seizoenen van 2005 tot 2012.
In 2015 startte de productie voor een vierde en vijfde seizoen. Het vierde seizoen verscheen in 2016.